# Михайлов, Борис Михайлович (химик)
Борис Михайлович Михайлов (13 марта 1908, село Знаменка, Иркутская губерния — 17 марта 1984, Москва) — советский химик, специалист в области химии бороорганических соединений, член-корреспондент Академии наук СССР (1968). В официальных биографиях указана дата рождения 3 апреля 1906 года, изменение было сделано для возможности досрочно поступить на учёбу.

## Биография
Происходил из крестьянской семьи, отец — крестьянин Оренбургской губернии Троицкого уезда Куртамышской волости Михаил Фёдорович Михайлов, мать — Агриппина Ивановна. Восприемники: надворный советник Николай Алексеевич Соколов и жена врача Хиония Борисовна Любимова.
Поступил в Казанский университет, по окончании был приглашён академиком А. Е. Арбузовым на должность научного сотрудника кафедры органической химии КГУ. После десяти месяцев работы в 1930 году Б. М. Михайлов перевёлся в Москву под руководство академика А. Е. Чичибабина на должность старшего химика в лабораторию «ЛАСИН» Академии наук СССР. Одновременно преподавал неорганическую химию в МВТУ и на Курсах Красных директоров при Всехимпроме.
Преподаватель неорганической, аналитической, органической химии в МГУ в (1932—1936), одновременно научная работа в НИИХимии под руководством академика Н. Д. Зелинского. С 1936 года заместитель, затем заведующий лабораторией стеринов и половых гормонов во Всесоюзном институте экспериментальной медицины. В 1938 году получает учёную степень кандидата химических наук по совокупности работ (без защиты).
С началом Великой Отечественной войны призван в Красную Армию, служил начхимом полка стрелковой дивизии. После тяжёлого ранения на Ленинградском фронте в январе 1942 и обморожения ног были ампутированы пальцы на ногах и образовалась своеобразная походка. В 1943 году был комиссован из армии по инвалидности и поступил в докторантуру Института органической химии АН СССР, где проработал следующие сорок лет.
После защиты докторской диссертации «Исследование в области антрацена и 1,2-дибензантрацена» в 1947 году Б. М. Михайлов назначен заведующим лабораторией карбоциклических соединений ИОХ.
В 1968 году был избран членом-корреспондентом Академии наук.
В ИОХе в память о Б. М. Михайлове установлена мемориальная доска и стипендия для аспирантов.

## Основные труды
Работал в области химии борорганических соединений, химии полициклических углеводородов, органических соединений щелочных металлов, гетероциклических соединений.
- Органические соединения бора // Успехи химии. — 1959. — Т. 28, № 12.
- Боразол и его производные // Успехи химии. — 1960. — Т. 29, № 8.
- Михайлов Б. М. Химия бороводородов. — М.: Наука, 1967.
- Серусодержащие органические соединения бора // Успехи химии. — 1968. — Т. 37, № 12.
- Михайлов Б. М., Бубнов Ю. Н. Борорганические соединения в органическом синтезе. — М., 1977.